# 임병직
임병직(林炳稷, 1893년 10월 26일~1976년 9월 21일)은 대한민국의 독립운동가 출신 정치인이다.

## 이력
이승만의 미국에서의 외교 독립운동 당시 측근으로 보좌하던 인물 중의 한사람이었으며 그가 환국한 후에는 대한민국 임시정부 구미위원부 위원과 의장을 맡아서 활동하였다. 임시정부 육군 대령과 외무부장관, 주유엔 대사와 주인도 총영사를 역임했다. 호는 소죽(小竹), 본관은 나주(羅州)이며 충청남도 부여군 출신이다.

## 생애

### 생애 초반
임연상(林淵相)의 아들로 태어났고 동생으로 임병설(林炳卨)이 있었다. 보성중학교를 졸업하고 관립외국어학교로 진학하였다. 1913년, 이승만의 주선으로 미국으로 건너왔으며 드와이트 무디가 설립한 마운트 허먼 스쿨과 오하이오 대학교를 다녔다. 이승만은 미국 유학을 하려던 임병직에게 다음과 같은 조언을 해주었다.
| “ | 자네가 샌프란시스코에 도착하면 한인들이 많이 살고 있어 좀처럼 그곳을 떠나고 싶지 않게 될 것이다. 그러나 샌프란시스코에 오래 있게 되면 필시 공부할 의욕을 잃게되고 그리되면 미국에 온 보람이 없게 된다. 그러니 그곳에 오래 머무를 생각은 말고 바로 마운트 허먼 학교로 직행하라. | ” |

대학재학 중 잡지 「한국학생평론」을 창간하여 편집장으로 활동, 한국의 독립활동을 기고하며 한국의 사정을 호소하였다.

### 독립운동
필라델피아의 재미한인교포 대회 서기장을 지낸 뒤 3.1운동추진회를 조직했고, 이후 이승만의 비서 겸 구미외교위원부 위원으로 독립운동에 활약하면서 일왕에게 한국의 독립을 승인하라는 이승만의 친서를 일본 공사관에 전달하기도 하였다.
1919년 8월, 대한민국 임시정부 구미외교위원부 위원으로 임명되었고, 9월에는 임시정부 초대 대통령 이승만의 비서관을 지냈다. 임정 구미위원부 위원으로 활동하며 미국 19개 도시에 한미친우회의 조직을 지원하였다.
1920년 말, 이승만과 함께 하와이에서 상조회사를 운영하던 윌리엄 보스윅(William Borthwick)의 주선으로 일본을 거치지 않고 상해로 직행하는 중국인 시체가 담긴 관을 운송하는 배를 타고 마침내 상해에 도착하였다.
이후 이승만이 탄핵된 후에도 이승만과 함께 활동하며 그가 하와이에 세운 한인중앙학원, 한국기독학원 등에서 교육활동을 하였다.
1919년 3월 1일, 국내에서 3·1만세운동이 일어나자 일제의 학살과 고문 등의 만행을 국제사회에 알리고 독립운동 자금을 모금하는 등의 활동을 하였다.
1921년, 이승만을 종신총재로 하는 동지회가 설립되자 동지회에 입단하여 단원이 되었다. 이후 생계를 위해 일본 제품인 아지노모도 등의 화장품을 수입해서 판매하는 화장품 판매원으로 생계를 유지하면서 임정 구미위원부에 자금을 송금하였다.

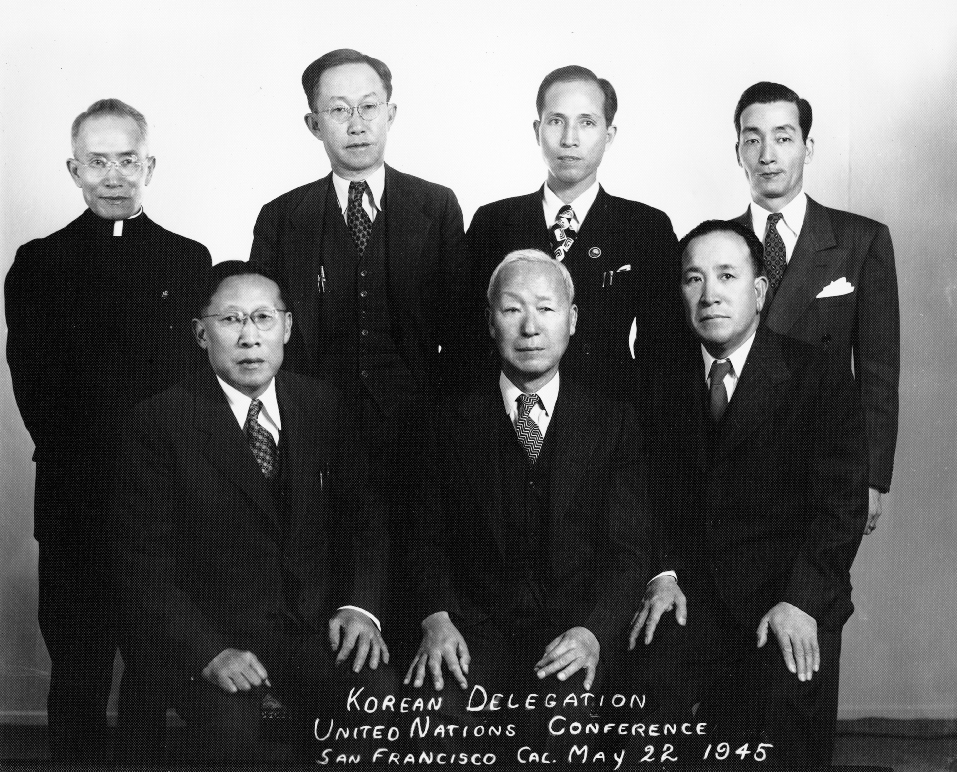
1945년 5월 22일, UN 창립 총회에 파견된 한국 대표단. 앞줄 왼쪽부터 송헌주, 이승만, 이살음. 뒷줄 왼쪽부터 윤병구, 정한경, 유경상, 임병직.

1943년, 구미위원부 무관이 되고, 1945년, UN 창립총회에 옵서버로 참석하고 돌아왔다.

### 광복 이후

#### 광복과 귀국
1945년 10월, 이승만 환국 후 워싱턴에 있는 구미위원부를 맡아서 활동하다가 대한민국 임시정부 귀국 후에 육군 대령에 임명되어 구미위원부 위원장을 겸하였다.

#### 정치 활동
귀국 후인 1948년 12월, 외무부장관에 임명되었다. 외무부장관으로 재직하던 1950년 6월, 한국 전쟁을 맞았다. 그는 총무처장 전규홍(全奎弘)으로부터 "38선 동향이 수상하며 아마 전면남침인 것 같다"는 전쟁 발발 소식을 듣고 "이제 올 게 왔구나"라고 생각했다. 마치 예상한 듯한 반응이었다. 1950년 말, 프랑스 파리에서 열린 제5차 국제연합 총회에 한국 대표단장으로 참석하였다. 대표단은 임병직 외에도 장면, 장택상, 김동성, 임영신으로 구성되었다. 또한 1951년에도 역시 프랑스 파리에서 열린 제6차 국제연합 총회에 한국 대표단으로서 단장 장면, 장택상, 이묘묵, 전규홍, 안연생과 함께 참석하였다.

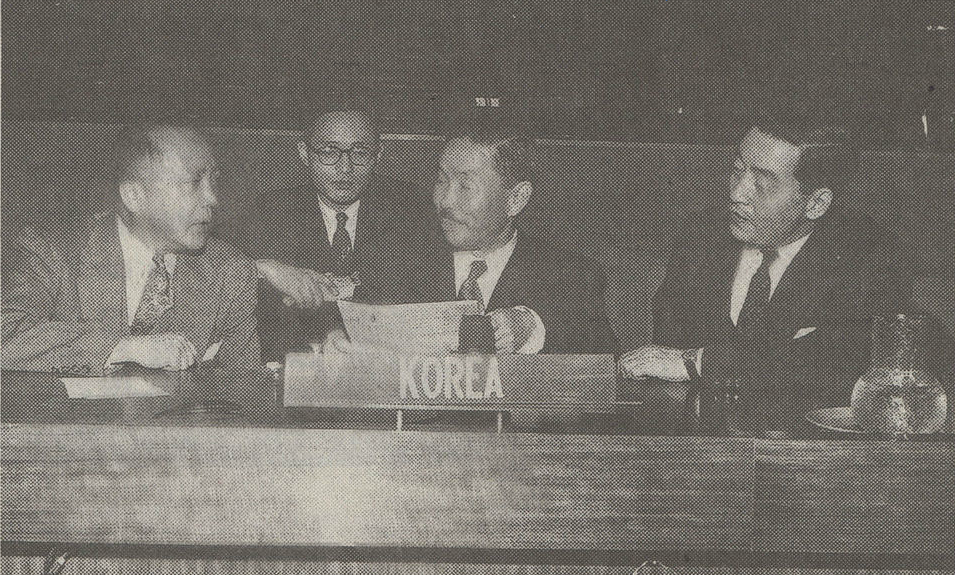
1954년, 유엔총회에 참석한 한국 대표들. 왼쪽부터 양유찬, 한표욱, 변영태, 임병직.

한국 전쟁 중 귀환하며 전시내각에서 활동하다가 주유엔 대표부대사를 거쳤다. 1952년 제7차 국제연합 총회에 한국 대표단으로서 단장 변영태, 양유찬, 한표욱, 이재항, 서재식, 전상진과 함께 참석하였다. 1954년 4월부터 7월까지 제네바에서 열린 제네바 정치회의에 대한민국 대표단의 일원으로 참석하였다.

### 생애 후반
군정 때 박정희에 대한 지지를 선언했다. 이후 재건국민운동 본부장을 거쳐 1966년 주인도 총영사로 부임, 재직 중 중앙대학교에서 명예 법학박사를 받았다. 귀국 후 국토통일원 고문, 해외선전문제 연구회 명예회장을 거쳐 1974년 3월부터 9월까지 한국자유총연맹의 전신인 한국반공연맹 이사장을 지내기도 했다.
1976년 9월 21일, 미국 뉴욕주 뉴욕 시에 체류 중 사망하였다.

## 사후
사후 국립묘지 독립유공자 묘역에 안장되고 1976년 그의 공훈을 기려 건국훈장 대한민국장이 추서되었다. 충청남도 부여군 초촌면 응평리에 추모비가 세워졌다.

## 저서
- 《임정에서 인도까지》 : 임병직 회고록 (여원사, 1964)
- 《임병직 대사 외교연설 선집》 (문화춘화사, 1958)

## 학력
- 한성 보성고등보통학교 졸업
- 관립한성외국어학교 영어학과 졸업
- 미국 오하이오 주립 대학교 농학과 중퇴
- 미국 디킨슨 대학교 대학원 법학석사 졸업

### 명예 박사 학위
- 1966년 중앙대학교 명예 법학박사
- 1967년 미국 오하이오 주립 대학교 명예 법학박사
- 1967년 미국 디킨슨 대학교 명예 법학박사
- 1967년 스웨덴 구스타브 아돌프 대학교 명예 법학박사

## 상훈
- 청조소성훈장
- 수교훈장 광화장
- 1976년 건국공로훈장 중장(대한민국장)

## 가족 관계
- 조부 : 임휘수(林徽洙)
- 부친 : 임연상(林淵相)
- 숙부 : 임준상(林浚相)
- 부인 : 창원 황씨(昌原 黃氏)
- 부인 : 전주 이씨(全州 李氏), 재혼
- 동생 : 임병설(林炳卨)
- 조카 : 임윤영(林胤英)

## 같이 보기
- 대한민국 임시정부
- 구미위원부
- 이승만
- 윤치영
- 임영신
- 이범석
- 신익희
- 장택상
- 장면
- 독립유공자로 대한민국장을 수여받은 사람